# Ahmet Gündüz
Ahmet Gündüz ist ein Rapsong der Gruppe Fresh Familee aus den Jahren 1990 und 1991. In mehreren Quellen wird das Lied als erste relevante Hip-Hop-Produktion deutscher Sprache genannt, die auf einem regulär in den Handel gelangten Tonträger veröffentlicht wurde. Ahmet Gündüz erschien zunächst auf ihrem Debüt Coming From Ratinga, welche nur als Vinyl erhältlich war und von der Band selbst vertrieben wurde. Bei Phonogram/Mercury erschien das Stück dann als Single und auf dem darauf folgenden EP-Album Falsche Politik 1993. Die Fortsetzung Ahmet Gündüz II erschien dann auf Alles Frisch 1994. Sänger der Raplinien war der Deutschtürke Tahir Cevik.

## Inhalt
Mein Name ist Ahmet Gündüz, laß mich erzählen euch
Du musse schon gut zuhören, ich kann nix sehr viel Deutsch
Ich komm von die Türkei, zwei Jahre her
Ich mich sehr gefreut, doch Leben hier ist schwer.
So beginnt die Rap-Geschichte, als Geschichte der Integration und Ausgrenzung des aus der Türkei nach Deutschland eingewanderten Ahmet Gündüz, der sagt, das „Leben hier ist schwer“. Der Inhalt soll stellvertretend für Erfahrungen vieler Fabrikarbeiter aus der Türkei in Deutschland stehen (→ „Gastarbeiter“). Während der in gebrochenem Deutsch gerappte erste Teil des Liedes quasi der ersten Generation – komisch anmutend, aber durchaus ernst intendiert – eine Stimme gibt, beschäftigt sich der Song in einem zweiten Abschnitt mit der Sicht der zweiten Generation, die der in Deutschland aufgewachsene Cevik sozusagen als seine eigene präsentiert – nun in bestem Hochdeutsch.

## Wirkung

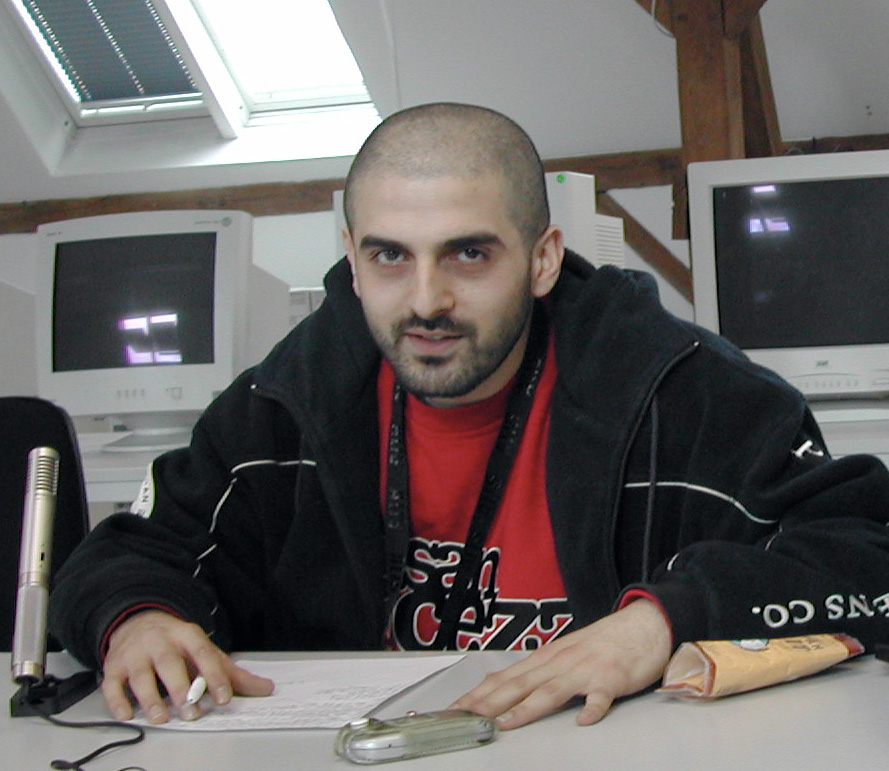
Bektas: Ali & Ahmet (2003)

Der Song wird häufig als Wegbereiter, vor allem aber als eigentliche Ursprungsform des deutschsprachigen Rap genannt. Der Nachfolgesong Ahmet Gündüz II erzählt von Ahmet Gündüz’ Leben in Deutschland nach zehn Jahren. Als Stilmittel wird wieder in gebrochenem Deutsch von seinem Leben in Deutschland erzählt. Der Refrain ist einem Stück der türkischen Sängerin Sezen Aksu entliehen bzw. auf einem Sample derselben aufgebaut. Es geht um das Gefühl der Entwurzelung, um den Konflikt mit den Kindern, die mit anderen als den traditionellen Wertvorstellungen aufwachsen, um die Bedrohung durch Ausländerhass, um Skinheads. Das Magazin kulturnews war der Meinung, hier werde all das allerdings nur „kurz angerissen, aber nicht vertieft. So münden die teils sehr sensiblen Beobachtungen in die unbeholfenen Erklärungsmuster einer Schülerband.“ Daniel Bax beschrieb für das Booklet von Import – Export, einen Sampler mit türkischer Musik aus Deutschland, 2007 ausführlich die Wirkungsgeschichte beider Songs. 2002 erschien auf dem Album Dreamteam des Produzenten Plattenpapzt der Track Ahmet Gündüz III, auf dem Tahir Cevik das Leben des Ahmet Gündüz nach 30 Jahren in Deutschland beschreibt. Mit dem Track Ali & Ahmet wird der Protagonist des Liedes 2003 noch einmal aufgegriffen, und zwar auf dem Album Unbegrenzt Haltbar! der Jazzkantine. Hier trifft „Ali Baba“ (gesungen von Bektas) auf Ahmet Gündüz, wiederum gerappt von Tahir Cevik, der inzwischen als Solokünstler unter dem Namen Tachiles auftrat.

## Rezensionsnotizen
- „Fresh Familee (…) mit ihrem Song ‚Ahmet Gündüz‘ (brachten) die ganze Problematik der zweiten Einwanderergeneration auf den Punkt.“[8] (Stern NEON am 22. Januar 2008)
- „Mit ihrem Song ‚Ahmet Gündüz‘ ließ sich zeigen, dass Musik ein Bereich des alltäglichen Lebens ist, in dem deutsche und ausländische Menschen gemeinsam Spaß haben, aber auch auf Missstände aufmerksam machen. So (…) in der ersten Strophe, die aus der Sicht eines türkischen Vaters gerappt wird.“[2] (AiD, 4/2006)